# Lebring-Sankt Margarethen
Lebring-Sankt Margarethen, Lebring-St. Margarethen – gmina targowa w Austrii, w kraju związkowym Styria, w powiecie Leibnitz. Liczy 2075 mieszkańców (1 stycznia 2015).